# 卢公暹
卢公暹（?—?），东海郡（郡治朐山县，今江苏省连云港市西南）人，隋末民变东海起义领袖。
隋炀帝大业十二年（616年）二月初六癸亥日，东海郡人卢公暹率当地农民起义，占据苍山地区（今山东省临沂市东），聚众万余人。当时安定郡下辖朐山县、东海县（今江苏省连云港市东南南城镇）、怀仁县（今江苏省赣榆县西北十二里）、涟水县（今江苏省涟水县）、沭阳县（今江苏省沭阳县）。